# 상그리아

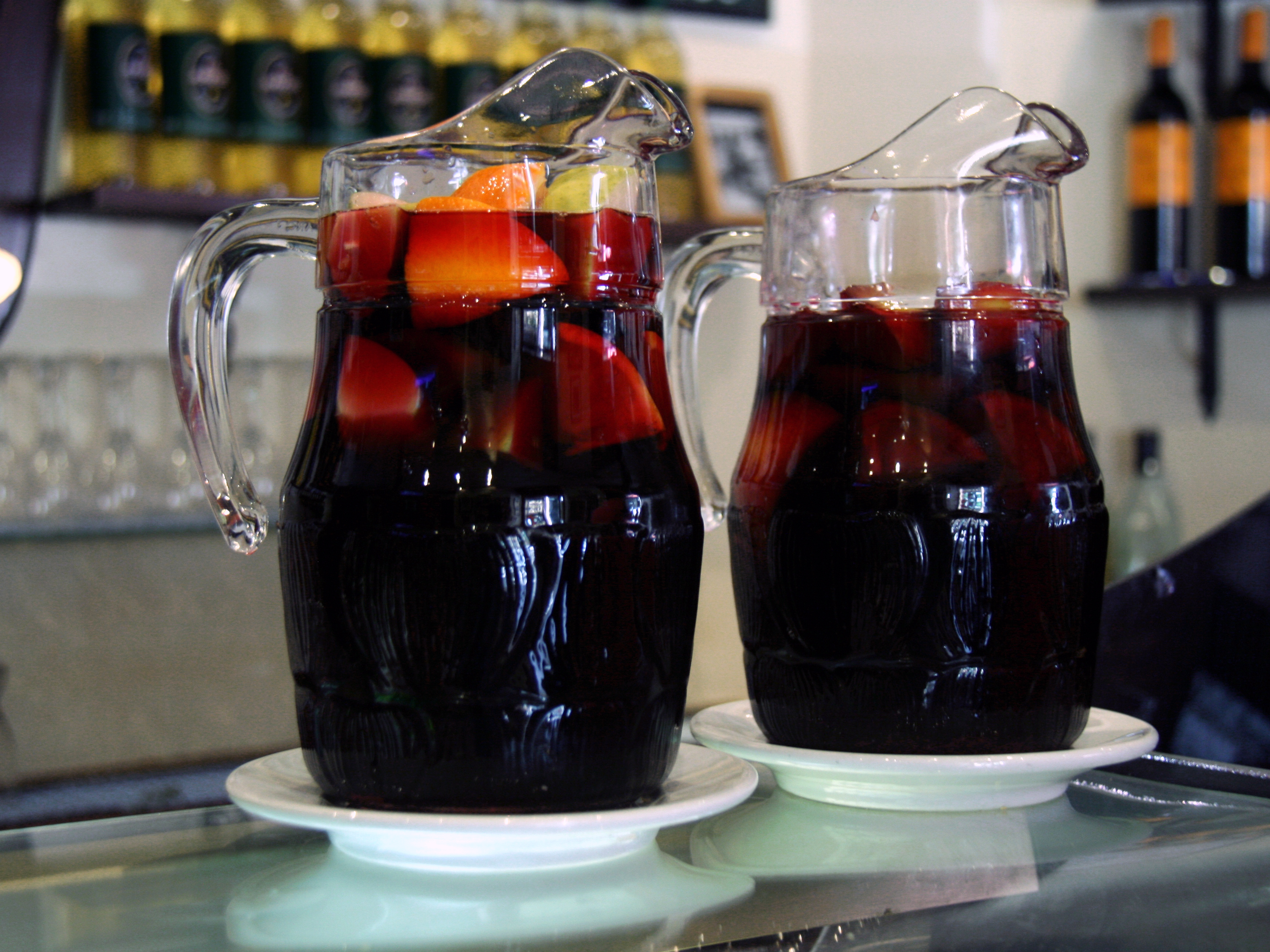
상그리아

상그리아(스페인어: sangría, 포르투갈어: sangria)는 스페인과 포르투갈의 음료의 일종이다. 레드와인에 슬라이스한 과일과 감미료를 넣어 만든다.
스페인어의 sangre(피)라는 단어에서 유래된 와인 베이스의 붉은 색의 음료이다. 주 재료는 이름에 어울리는 레드와인이며, 여기에 다양한 과일들과 탄산수, 설탕 등을 넣어서 하루 정도 숙성시킨 후 얼음과 같이 넣어서 먹는 와인이다. 스페인식 상그리아는 레드와인이 정석으로 여겨지지만, 포르투갈에서는 더 산뜻한 화이트와인이나 스파클링 와인을 사용하는 변형또한 널리 퍼져있다.

## 같이 보기
- 틴토 데 베라노
- 온포도주
- 술